# Wildcat (DC Comics)
Pour les articles homonymes, voir Wildcat.
Wildcat (comics) est le nom de plusieurs personnages fictifs, tous des super-héros de DC Comics. Le premier et plus célèbre est Théodore « Ted » Grant.

## Ted Grant

### Terre-II
Ce personnage fut créé par Bill Finger et Irwin Hasen, il fait sa première apparition dans Sensation Comics #1 de janvier 1942.
Wildcat, Ted Grant à la ville, a reçu « neuf vies » ; c'est un boxeur de classe mondiale, qui a notamment entraîné Batman, Catwoman, Superman, Black Canary ou Power Girl.
Dès son plus jeune âge, son père, Henry Grant, jura que son fils n'aura pas peur de la vie et qu'il sera un très bon sportif. Malheureusement ses parents moururent. Orphelin pendant la Grande Dépression, il se retrouva au chômage. Une nuit, il sauva « Socker » Smith, un champion de boxe, d'une agression. « Socker » le pris sous son aile, et Ted devint lui-même un champion de boxe. Son mentor, « Socker » Smith, fut assassiné et Ted Grant fut accusé du crime. Ted s’enfuit, mais rencontra un enfant qui s'était fait voler son comics de Green Lantern. Cela le poussa à enfiler le costume de Wildcat et à prouver son innocence. Wildcat continue par la suite à lutter contre le crime.
En 1985, dans Crisis on Infinite Earths, ses jambes furent brisés par Red Tornado, hors de contrôle, et Ted Grant ne put plus marcher. Heureusement, il découvrit que sa filleule devint le second Wildcat.

### Terre-I
Il existe une version Terre-I de Wildcat où il fit équipe avec Batman à plusieurs occasions.

### Terre II
Ted Grant apparait comme un boxeur vivant dans le même camp de réfugiés que Dick Grayson et Barbara Gordon pendant l'invasion de Darkseid sur Terre. Après la mort de Barbara, Ted Grant entraine Dick aux techniques de combat et de défense.

## Parutions
- Batman vs Wildcat (VO - 1997)
- Catwoman & Wildcat (VO - 1998)
- Batman et Superman Géant no 9 (juin 1978)
- L'Escadron des Étoiles no 7 (janvier 1984)

## Télévision
- Smallville saison 9 épisode 11, il n'est que très brièvement mentionné en tant que membre de la Justice Society of America créée par Hawkman.
- Arrow le personnage de Ted Grant (incarné par J.R. Ramirez) apparait dans saison 3 (épisodes 3, 6 et 12) d'abord comme boxeur, puis comme entraineur de Laurel Lance.
- Stargirl sous l'identité de Ted Grant et incarné par Brian Stapf. Il s'agit d'une version différente de celle apparut dans Arrow, les deux séries se déroulant dans deux univers séparés.

### Séries d'animations
- La Ligue des justiciers (Justice League puis Justice League Unlimited, 91 épisodes, Paul Dini, Bruce Timm, 2001-2006) avec Dennis Farina
- Batman : L'Alliance des héros (Batman: The Brave and the Bold, James Tucker, 2008-) voix de R. Lee Ermey (VF : Thierry Murzeau)
- La Ligue des justiciers : Nouvelle Génération (Young Justice, Greg Weisman et Brandon Vietti, 2010-): Ted Grant apparaît en tant que Wildcat dans un flash-back.

## Autres apparitions
WILDCAT, dans un fan film réalisé par Jacques Hersant, par le collectif français DC Shorts. Diffusé en 2018, et interprété par l'acteur et ancien champion de boxe, Damien Leconte.